# T-37 (航空機)
T-37 トゥウィート
T-37B
- 用途：練習機
- 分類：初等練習機
- 製造者：セスナ・エアクラフト社
- 運用者： アメリカ合衆国（アメリカ空軍）他
- 初飛行：1954年10月12日
- 生産数：1,269機
- 運用開始：1956年

T-37は1950年代にセスナが開発した初等ジェット練習機である。
愛称は「トゥウィート(Tweet：囀り、もしくは呟きの意)」または「トゥウィーティ・バード(Tweety Bird：囀る鳥)」。

## 概要
1952年、アメリカ空軍は訓練課程オールジェット化構想に基づいて航空機メーカー各社に新型初等練習機の提案を求めた。セスナはモデル318案で応じ、これが1952年12月にT-37として採用されることとなった。試作機XT-37の製造契約が1953年に締結された。初飛行は1954年10月12日のことである。1956年より部隊配備が開始された。
T-37の実用化を受けて、1961年4月から、それまでの初等練習機T-34 メンターを廃止し、全ジェット訓練コース（T-37→T-38）が開始されたが、1964年には訓練効率と経済性の面から飛行適性検査機T-41の導入が始められた。1986年に本機の後継機となるはずのフェアチャイルドT-46計画が頓挫したため、1989年にセイバーライナー社によるT-37B寿命延長改修が始められたが、1999年以降はターボプロップ機であるT-6 テキサンIIとの交代が進められ、2009年までに全機が退役した。海外へ輸出された機体も退役が進んでいる。

## 機体
ジェットエンジン双発の機体であり、エンジンは主翼基部にある。主翼は直線翼であり、水平尾翼は垂直尾翼中ほどにある。エアインテークの前にステップが設置されており足場無しで乗り込むことが出来る。
中等課程以降の練習機で一般的な前後に座席を配置するタンデム複座式ではなく、初等練習機に多い左右に座席を配置する並列複座方式を取っているのが特徴である。そのためキャノピーは大きく、広い視界が確保されている。コックピットは簡素化のため与圧されおらず一部の訓練では酸素マスクが必要となる。操縦席はアナログ計器を使用する伝統的なスタイルである。
高度な曲技飛行も可能であり、曲技飛行隊にも採用されている。

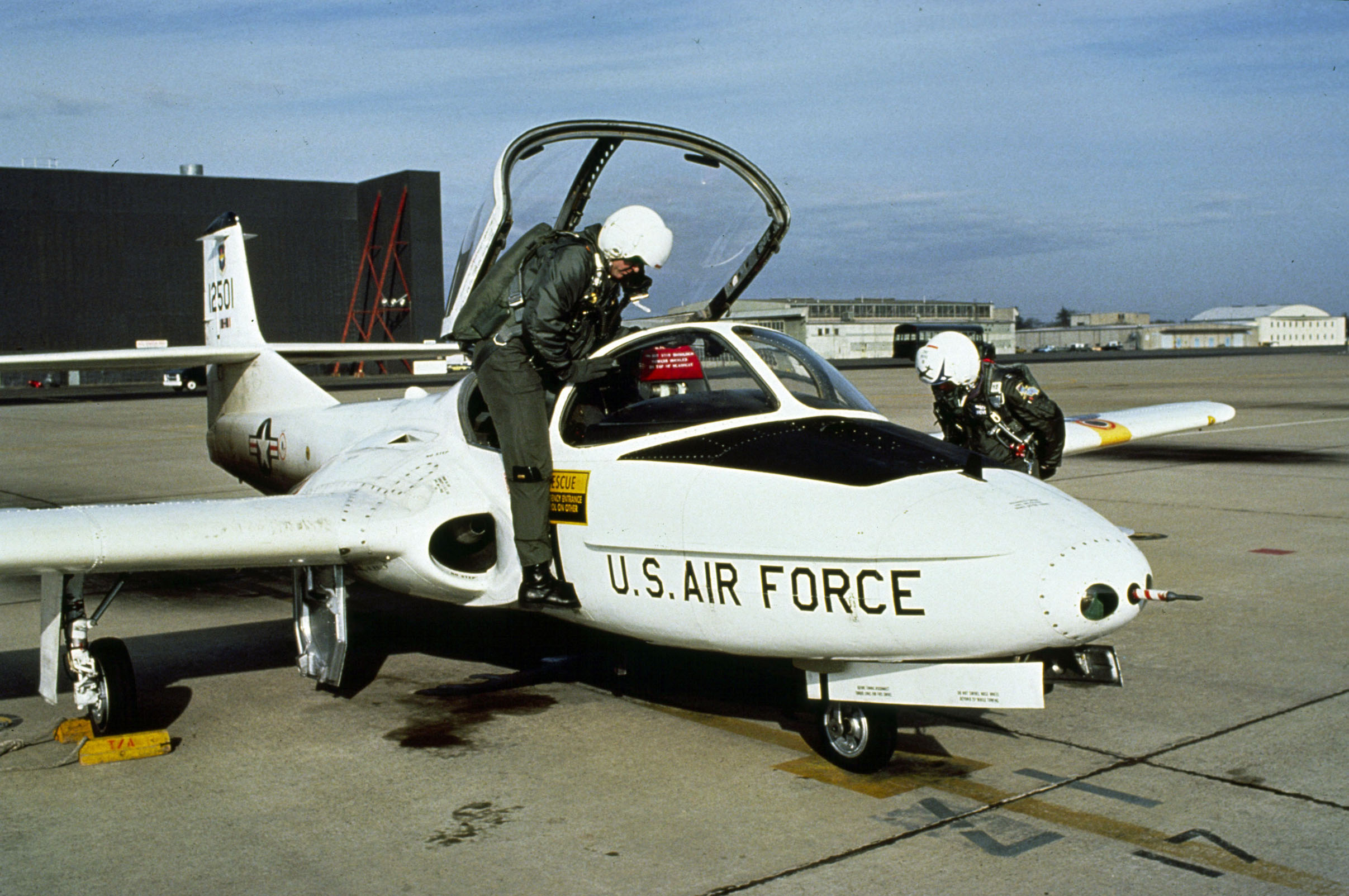
キャノピーを開けた状態。
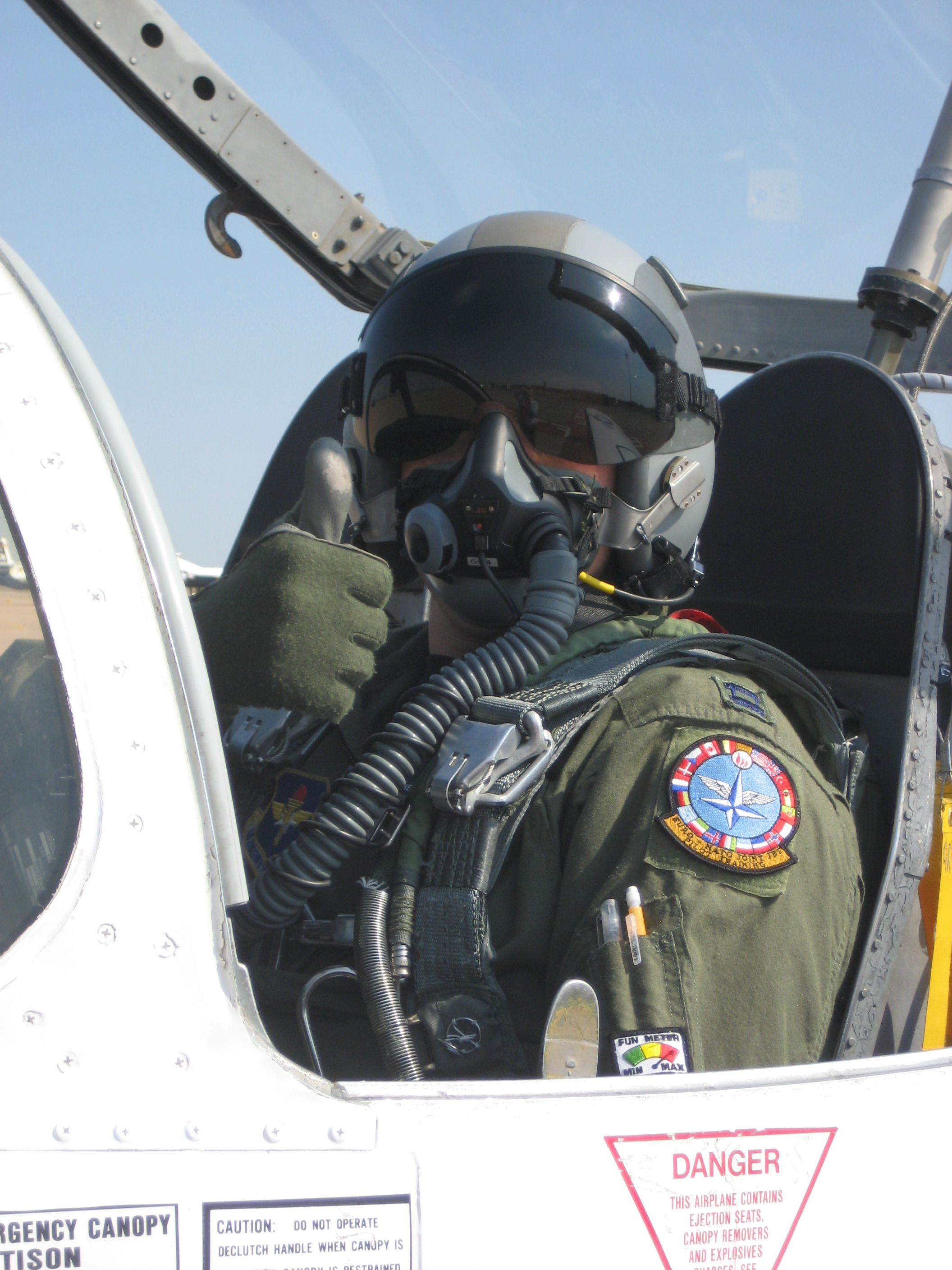
酸素マスクを着用した訓練生
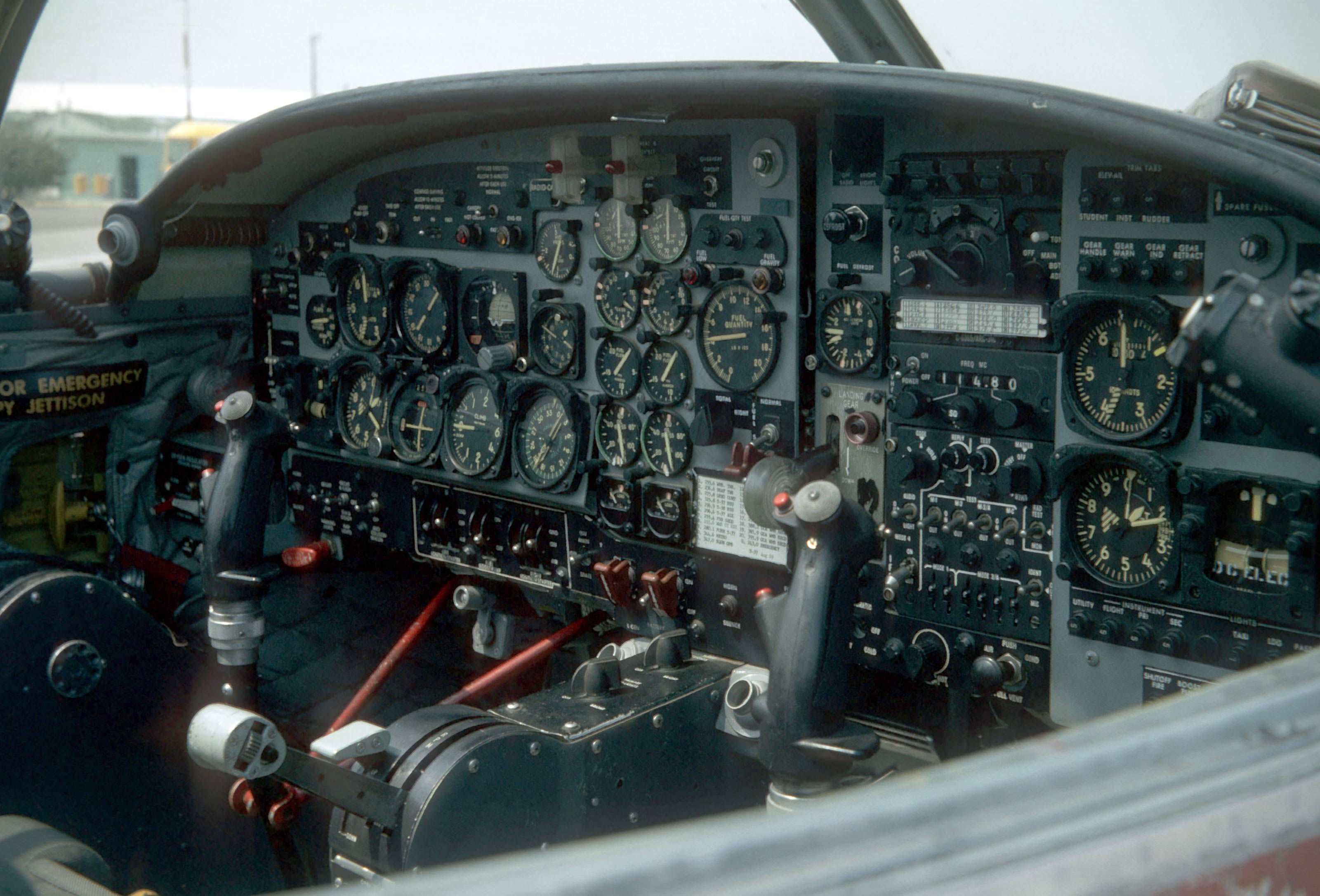
計器類
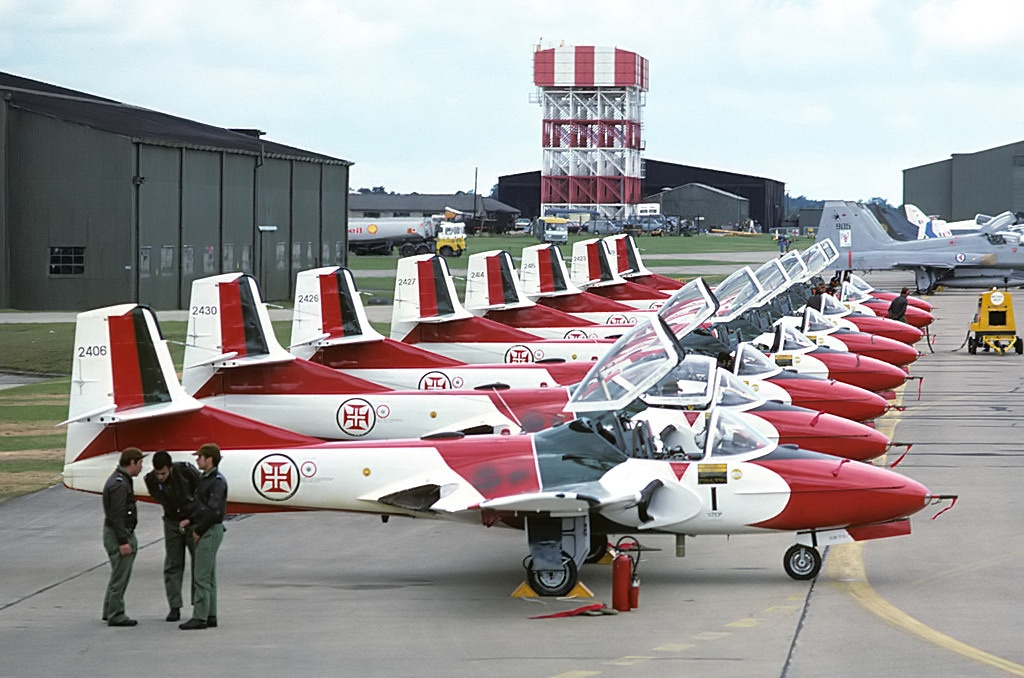
ポルトガル空軍曲技飛行隊「アサス・ド・ポルトガル」の機体

## 派生型

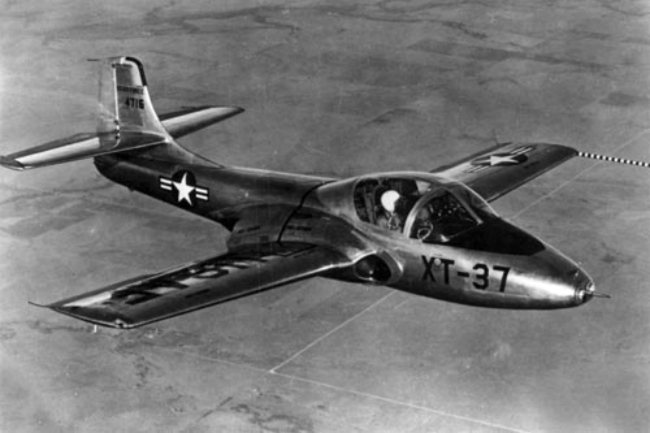
試作型 XT-37

XT-37
試作型。1954年10月12日初飛行。2機製作。
T-37A
初期量産型。1954年から1959年までに計534機製造。
T-37B
T-37Aのエンジンを強化し、航法装置を改良した機体。1968年までに449機生産された。なおA型の大部分は後にB型仕様に改修された。
T-37C
主翼下に2ヶ所のハードポイントと翼端増槽（緊急時に切り離し可能）を追加し、照準器とガンカメラを装備して軽武装を可能とした機体。269機製造され、全て外国に供与されている。
XAT-37D
T-37Cを発展させた対地攻撃機型の試作機。2機製作。
A-37ドラゴンフライ
XAT-37Dから発展したCOIN機。

## 海外の採用国
- 韓国：24機（T-37B。これとは別にブラジルから30機のT-37Cを導入）
- タイ：16機（T-37B：10機、T-37C：6機）
- ミャンマー：12機（T-37C。米政府を介さずにセスナ社から直接購入（直接商業売却）したため米空軍シリアルナンバーが存在していない）。1972年頃に導入されて、空軍の航空学校に所属。1990年代に退役。
- カンボジア：4機（T-37C）
- バングラデシュ：12機（T-37B。旧米空軍機）
- パキスタン：63機（T-37B：24機、T-37C：39機。スモーク発生装置を搭載した機体が曲技飛行隊「Sherdils」で使用されている。）。2023年時点で、パキスタン空軍が23機のT-37Cを保有している[1]。
- ヨルダン：15機（T-37B。旧米空軍機）
- トルコ：50機（T-37C）
- モロッコ：2024年時点で、モロッコ空軍が14機のT-37Bを保有[2]。
- ギリシャ：32機（T-37B：8機、T-37C：24機）
- ドイツ（旧西ドイツ）：47機（T-37B。全機米国内で米軍の国籍マークをつけて運用）
- ポルトガル：30機（T-37C）
- パラグアイ：12機（T-37C。旧ブラジル空軍機）。現在は退役。
- ブラジル：65機（T-37C。セスナ社から直接購入。後に30機が韓国へ、12機がパラグアイへ売却）
- チリ：32機（T-37B：20機、T-37C：12機）
- エクアドル：20機（T-37B：10機、T-37C：10機）
- コロンビア：14機（T-37B：4機、T-37C：10機。一部がセスナ社から直接購入）
- ペルー：32機（T-37B）
- ベトナム共和国：24機（T-37B）

## スペック(T-37B)
- 全長：8.92 m
- 全幅：10.3 m
- 全高：2.8 m
- 翼面積：17.09 m2
- 空虚重量：1,755 kg
- 最大離陸重量：2,993 kg
- エンジン：テレダイン・コンチネンタル J69-T-25 ターボジェットエンジン(4.56 kN) ×2
- 最高速度：684 km/h（高度25,000 ft）
- 航続距離：1,500 km
- 実用上昇限度：11,950 m

## 登場作品
『エアポート'75』
アメリカ空軍所属機が登場。操縦席に小型飛行機が衝突したことで正常な飛行が出来なくなったボーイング747に並行し、損傷の度合いを外部から確認する。
『スカイ・イーグル』
トルコ空軍の初等ジェット練習機として登場。